# Karlheinz Stegemann
Karlheinz Stegemann (* 7. Februar 1936 in Nübel, Kreis Schleswig) ist ein deutscher Politiker (CDU) und ehemaliger Abgeordneter des Landtags von Schleswig-Holstein.
Stegemann besuchte die Volksschule und die Bundeswehrfachschule, ging danach an ein Fernlehrinstitut mit der Fachrichtung Kaufmann und war nach einer Lehre bei der Deutschen Bundespost im Postdienst tätig. Danach war er Reisender und Verkaufsleiter der Markenartikel-Branche und ab 1964 selbständiger Kaufmann in einer Handelsagentur. Er war Landesvorstandsmitglied der Wirtschaftsvereinigung Handelsvertreter und Handelsmakler Hamburg/Schleswig-Holstein und Kammerbezirksvorsitzender im Kammerbezirk Kiel, Mitglied der Vollversammlung der Industrie- und Handelskammer zu Kiel, Handelsrichter beim Landgericht Kiel und ehrenamtlicher Richter beim Oberverwaltungsgericht Lüneburg.
1971 wurde Stegemann Mitglied der CDU, bei der er Ortsverbandsvorsitzender, Mitglied im Kreisverbandsausschuss der CDU, Kreisvorsitzender der Wirtschafts- und Mittelstandsvereinigung des Kreisverbandes Kiel und Kreisvorstandsmitglied der CDU Kiel war. Er war Gründungs- und Vorstandsmitglied der Wirtschafts- und Mittelstandsvereinigung Schleswig-Holstein, zunächst als Beisitzer, danach als (stellvertretender) Vorsitzender. Stegemann war Mitglied der Ratsversammlung der Landeshauptstadt Kiel, Aufsichtsratsmitglied der Stadtwerke Kiel, der Kieler Verkehrs AG und der Deutschen Städtereklame in Frankfurt am Main, Mitglied des Magistrats der Landeshauptstadt Kiel als ehrenamtlicher Dezernent für den Bereich Fremdenverkehr und Vorsitzender des Verkehrsvereines. Am 2. August 1984 rückte er in den Landtag Schleswig-Holstein nach, dem er bis 1987 angehörte.